# Chevrolet TrailBlazer
Chevrolet TrailBlazer var en mellemklasse-SUV fra den amerikanske bilfabrikant Chevrolet (General Motors), som kun blev markedsført på det nordamerikanske marked. Bilen blev introduceret i 1999 som en bedre udstyret version af Blazer, men genintroduceredes i 2002 som selvstændig model på en ny platform. Denne model solgtes frem til 2004 sideløbende med Blazer, hvis produktion herefter blev indstillet.
TrailBlazer havde baghjulstræk eller som ekstraudstyr firehjulstræk. Bilen drives af en sekscylindret rækkemotor med et slagvolume på 4,2 liter og en effekt på 217 kW (295 hk) eller en V8-motor på 5,3 liter med 225 kW (306 hk). I 2004 introduceredes en SS (Super Sport)-model med 6,0-liters V8-motor med 295 kW (401 hk) og et drejningsmoment på 540 Nm, som gav TrailBlazer en accelerationstid fra 0 til 96 km/t på 5,8 sekunder. Derudover kom modellen i 2003 i en EXT-udgave med forlænget akselafstand og syv siddepladser.
I efteråret 2005 gennemgik TrailBlazer et udvendigt facelift.
I slutningen af 2008 indstilledes produktionen af TrailBlazer. På grund af overproduktion kunne modellen fortsat købes som ny et langt stykke tid efter produktionens indstilling.
Efterfølgeren hedder Chevrolet Traverse. Udelukkende i Rusland bygges TrailBlazer fortsat af Avtotor i Kaliningrad.
- Bagfra
- Chevrolet TrailBlazer EXT (2003–2005)
- Chevrolet TrailBlazer (2005–2008)
- Chevrolet TrailBlazer SS (2005–2008)

## Anden generation (2012−)
I 2012 introduceredes en ny generation af TrailBlazer i Thailand og sælges udelukkende der. Den nye TrailBlazer er teknisk set en lukket version af Chevrolet Colorado.